# Buziaș
Buziaș (węg. Buziás lub Buziasfürdö) – miasto w zachodniej Rumunii w Siedmiogrodzie, w Banacie; w okręgu Temesz. Liczy 7738 mieszkańców (dane na rok 2004). Znane uzdrowisko zostało założone w 1821. Prawa miejskie otrzymało w 1956.